# 頭上運搬

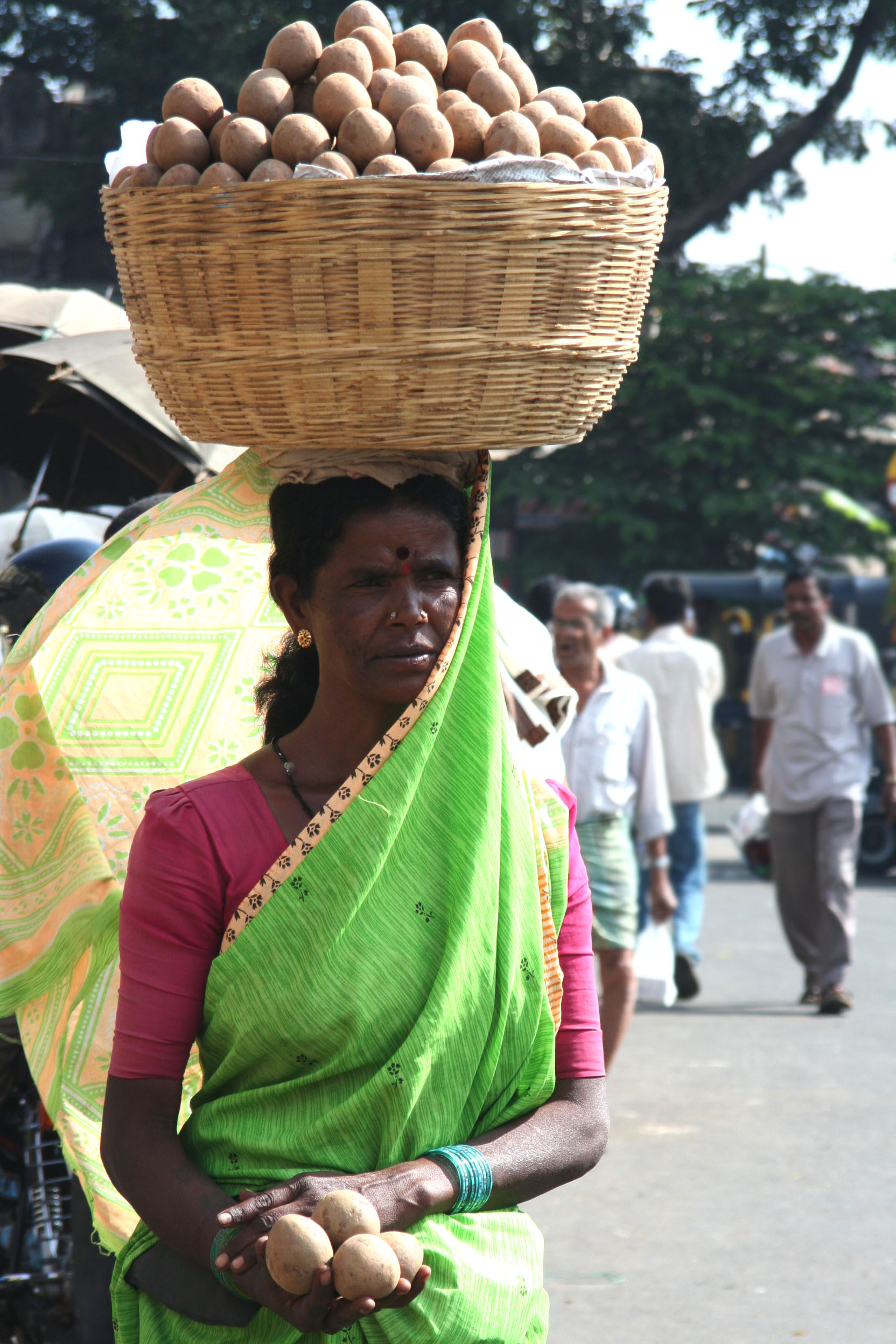
頭上運搬するサリー姿の女性。インド、マイスール。2007年撮影

頭上運搬（ずじょううんぱん）は人が荷物を頭に載せて運ぶこと。世界各地の人類に見られる行動であり、特に女性によって行われる傾向がある。荷物を容器にいれて載せたり、荷物と頭の間に輪をはさんで載せたり、荷物を吊るした天秤棒を頭に載せたりする。頭頂部に荷物やその容器をのせる方法と帯を額（前頭部）にかける方法とがある。
Ray Lloydらの研究によれば、頭に載せるものの重量が体重の20%までであれば、十分に修練を積んだ人は通常の歩行に消費する以上のエネルギーを消費せずに運搬できる。一定以上より重い荷物や速い歩行の場合は、背中に載せて運ぶ方が効率的であるとしている。

## 歴史
日本では、古墳時代の女性埴輪において頭上に壺を置き運ぶタイプが見られる（コトバンク）。彫刻では興福寺#国宝館所蔵の国宝「龍燈鬼」（鎌倉時代）が大きな灯籠を頭上で支えるデザインが見られる（天燈鬼は肩に担ぐ）。『一遍上人絵伝』や『北野天神縁起』など中世の絵巻物に頭上運搬が行われていたことが記録されている。京都に柴・薪・花を売りに来る女性商人である大原女・白川女も頭上運搬をした。近世以降この運搬法は廃れる傾向にあったが近代でも西日本の海沿いの地域に伝統が残った。この運搬法は日本各地でイタダク、ササグなどと呼ばれた。アイヌは荷物を背負う際、背負い袋や背負子に取り付けた荷縄を頭の額の部分で支えた。沖縄ではティルと呼ばれる竹籠を頭上にのせて運搬した。国領地方ではティルの紐を前頭部に引っかけ、荷は背に載せる。
北西ヨーロッパでは中世に女性が重く持ちにくいものを運ぶ手段として頭上運搬をしていて、遅くとも14世紀までこの習慣はあったが、19世紀中盤までにほとんどなくなった。

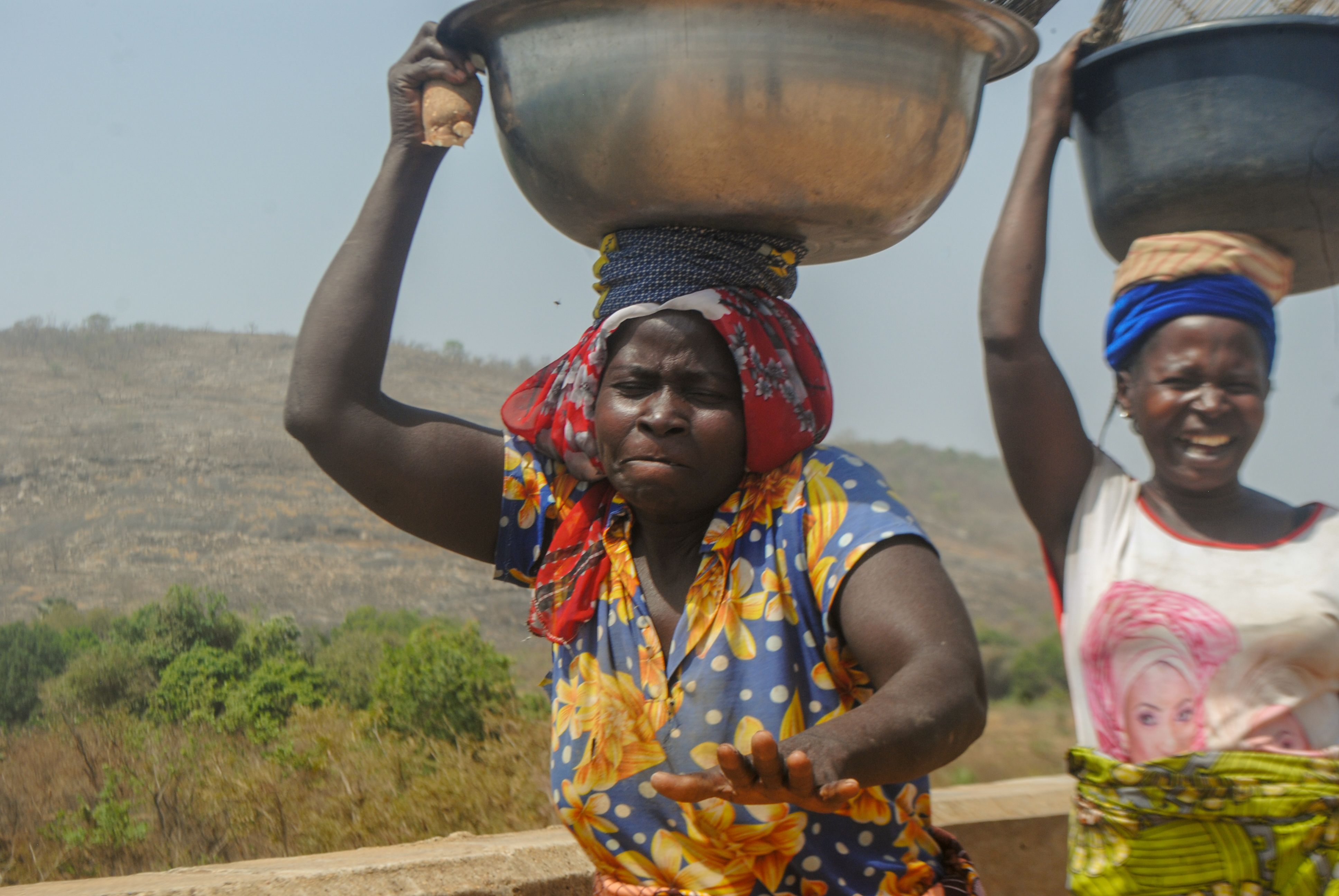
荷物を金盥に入れて頭上運搬する女性。ナイジェリアにて
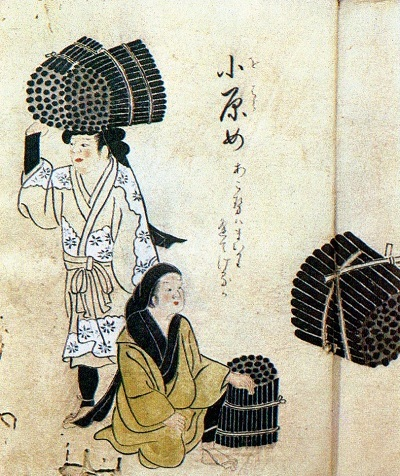
薪を頭に載せる大原女の絵
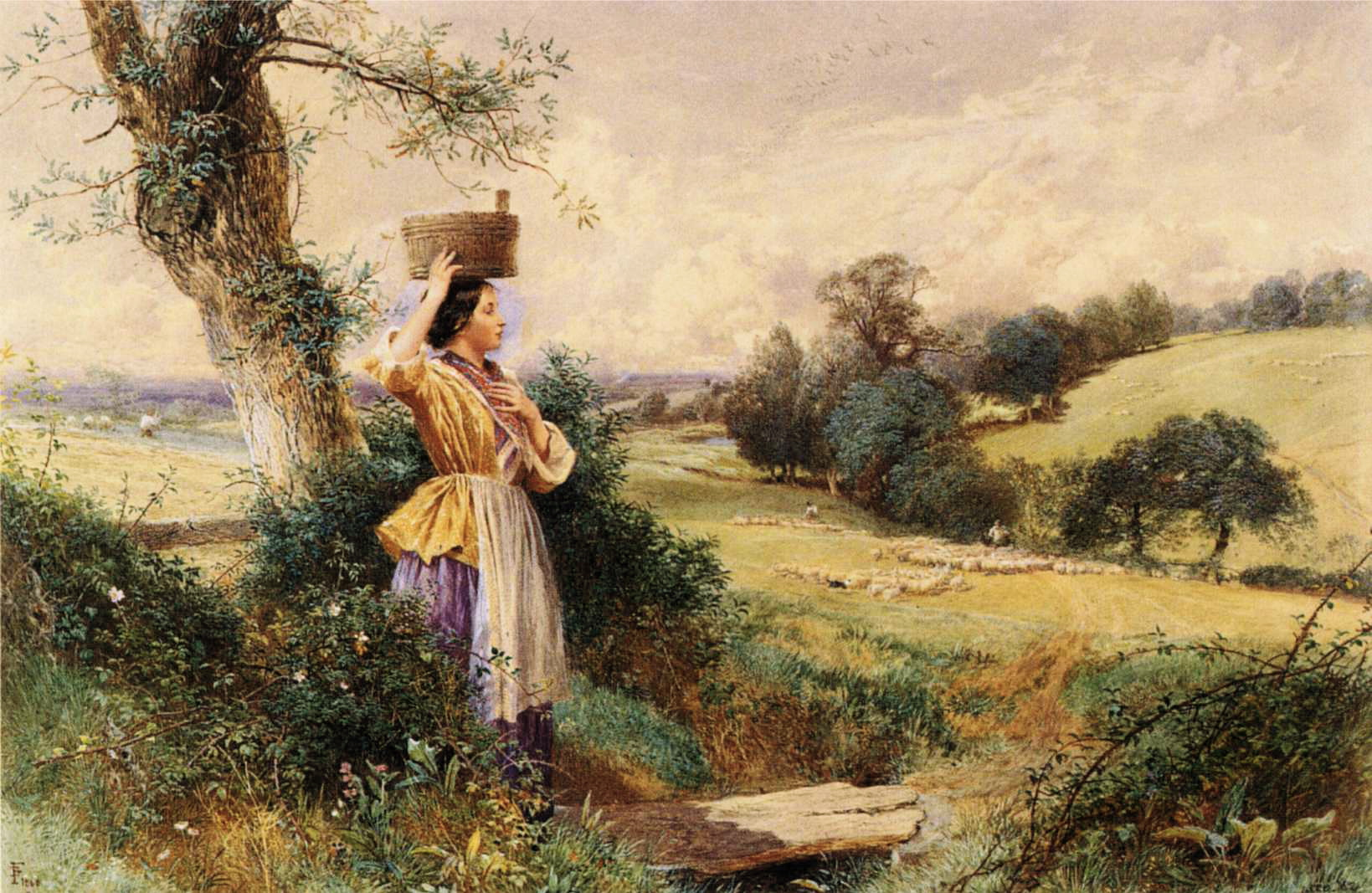
容器を頭に載せる乳搾り女の絵（マイルズ・バーケット・フォスター）
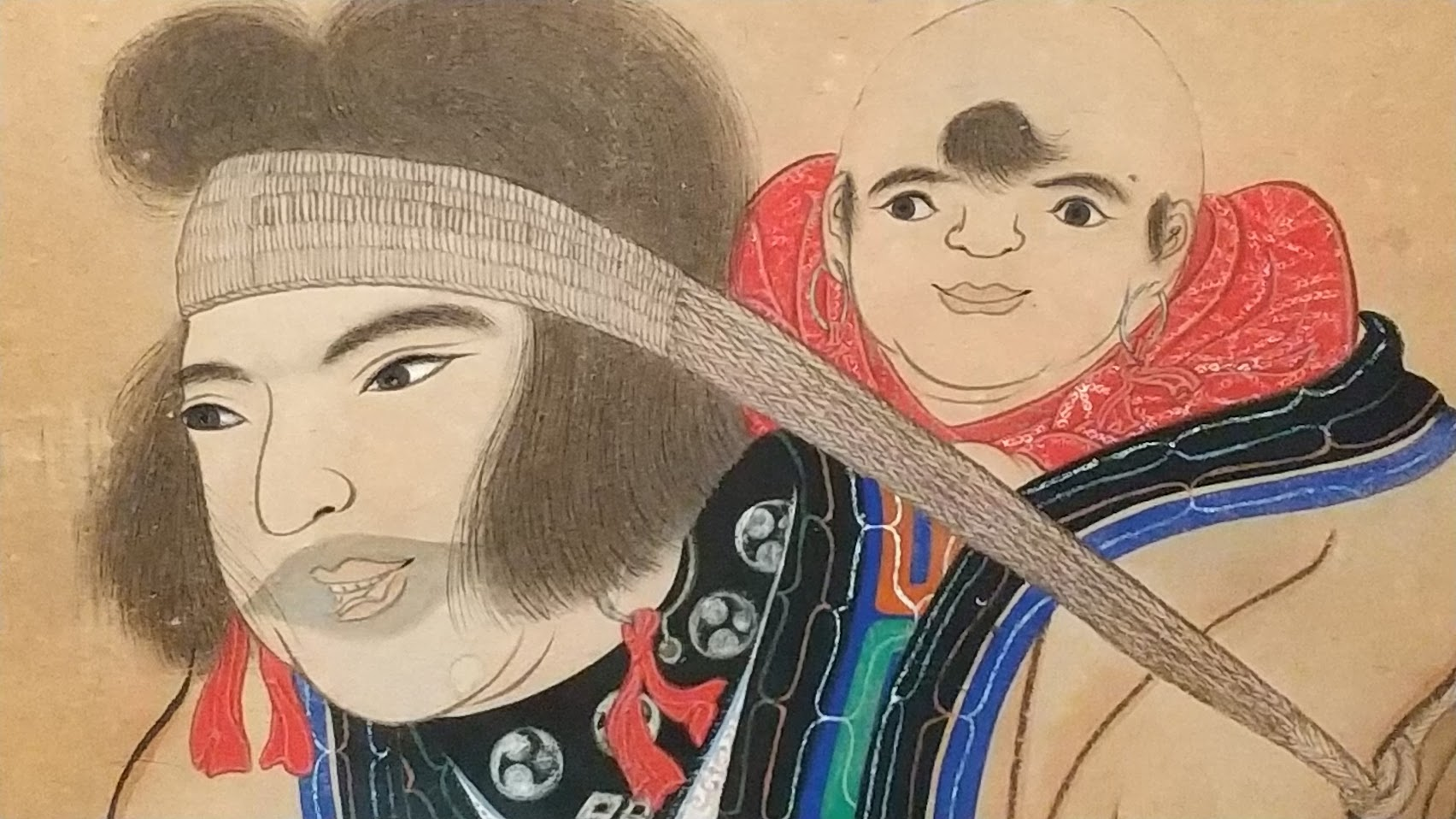
平沢屏山『アイヌ風俗図』（部分）より、子守をするアイヌ女性。荷縄を額に当てて背中の子を支える
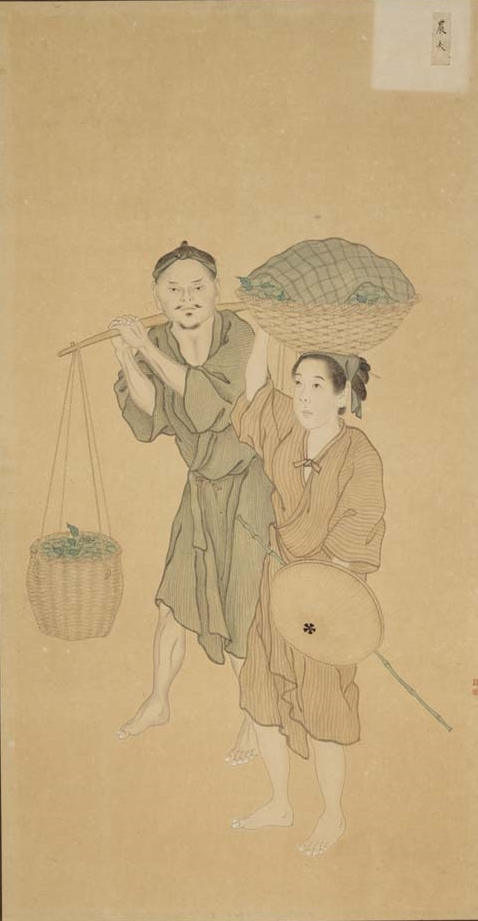
19世紀に描かれた琉球王国の農民。女性は頭にザルを載せる